# Contaminación agrícola

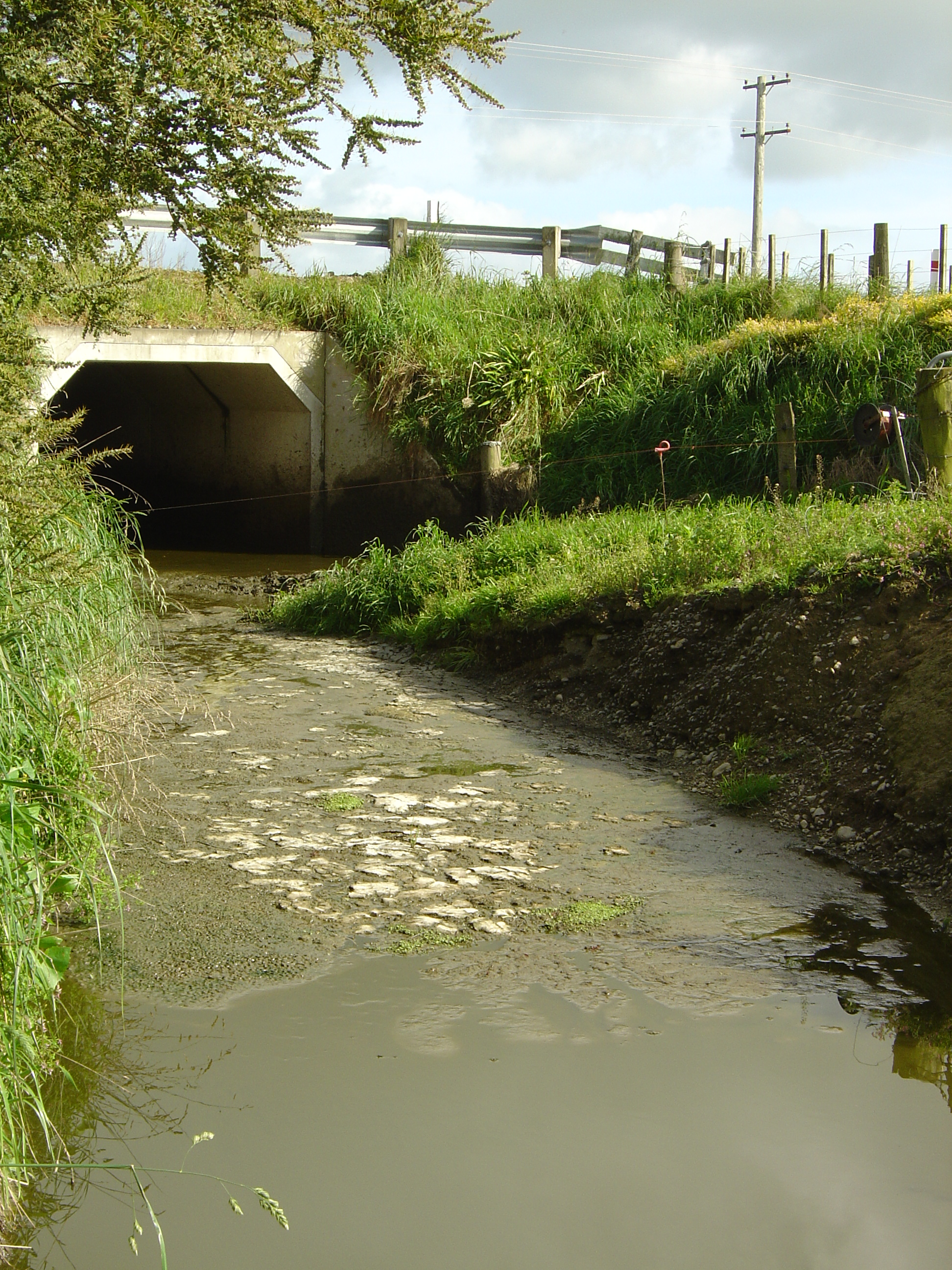
Contaminación del agua debido a la producción lechera en el área de Wairarapa, en Nueva Zelanda (fotografía de 2003).

La contaminación agrícola se refiere a los subproductos bióticos y abióticos de las prácticas agrícolas que resultan en la contaminación o degradación del medio ambiente y los ecosistemas circundantes, y que causan daños a los humanos y sus intereses económicos. La contaminación puede provenir de una variedad de fuentes, que van desde la contaminación del agua de origen puntual (desde un único punto de descarga) hasta causas más difusas a nivel de paisaje, también conocidas como contaminación de origen no puntual o contaminación difusa. Las prácticas de gestión desempeñan un papel crucial en la cantidad y el impacto de estos contaminantes. Las técnicas de manejo van desde el manejo de animales y la vivienda, hasta el manejo de prácticas agrícolas mundiales como la propagación de pesticidas y fertilizantes.

### Pesticidas

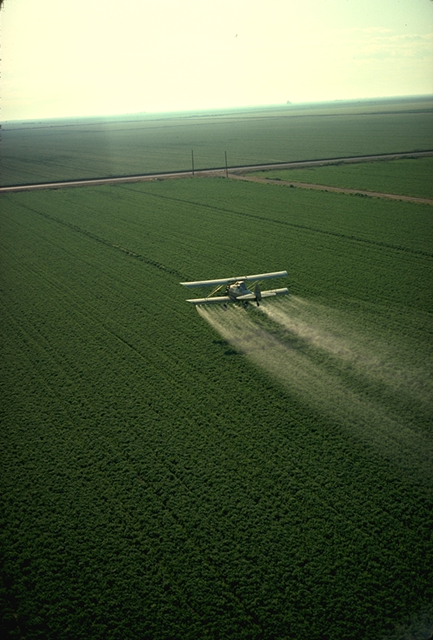
Aplicación aérea de pesticidas.

#### Lixiviación, escorrentía y eutrofización.

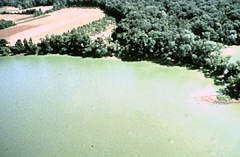
Eutrofización del río Potomac en Estados Unidos.

#### Erosión y sedimentación del suelo

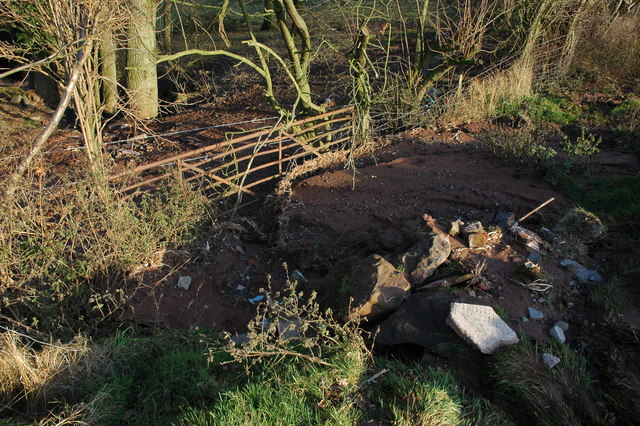
Erosión del suelo: el suelo se lava desde un campo arado a través de esta puerta y hacia un curso de agua más allá.

#### Especies invasivas

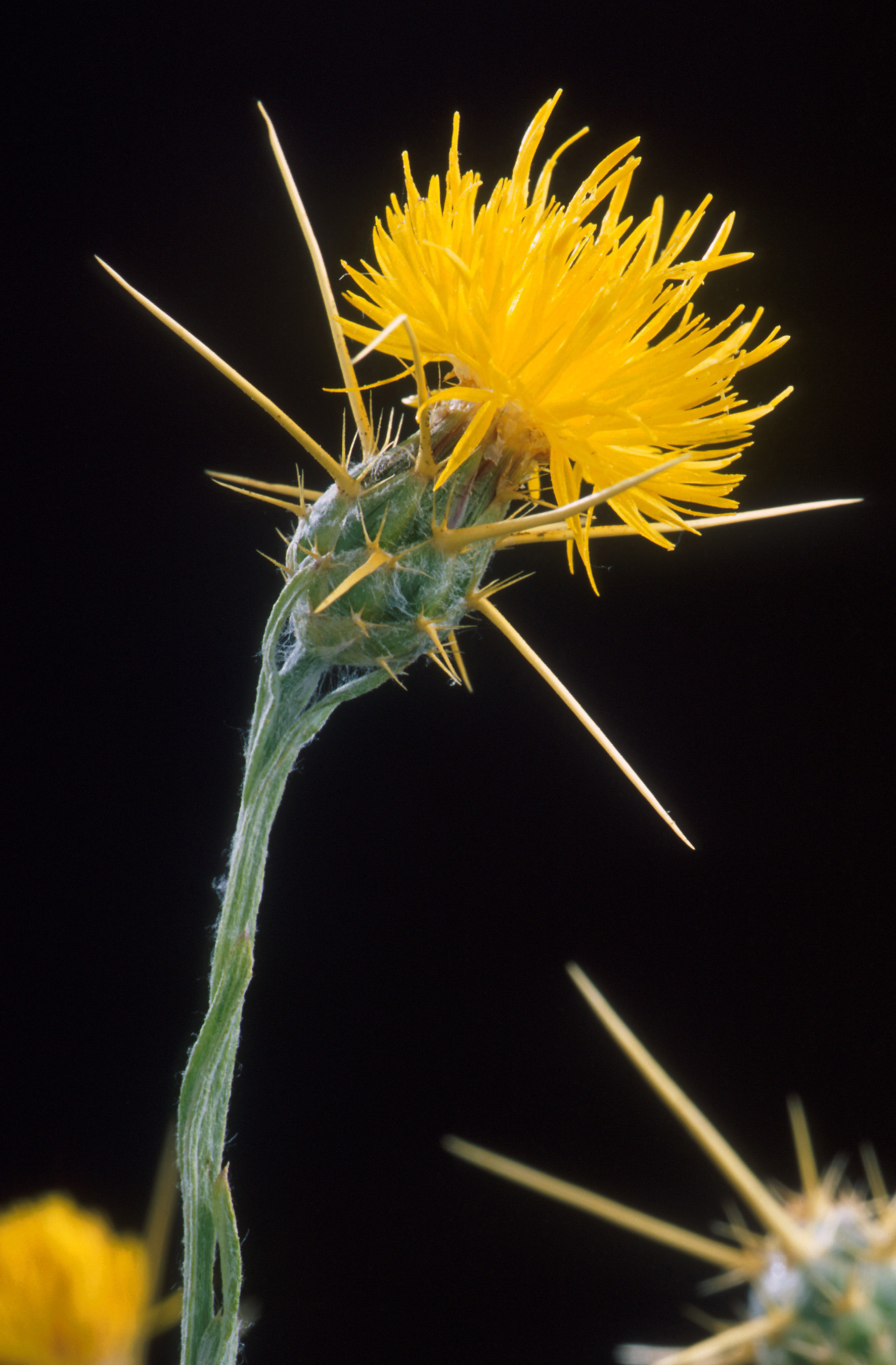
Centaurea solstitialis, una maleza agresivamente invasiva, probablemente se introdujo en América del Norte en semillas de forraje contaminadas. Las prácticas agrícolas como la labranza y el pastoreo de ganado ayudaron en su rápida propagación. Es tóxico para los caballos, impide el crecimiento de plantas nativas (disminuye la biodiversidad y degrada los ecosistemas naturales) y es una barrera física para la migración de animales nativos.

### Organismos Modificados Genéticamente (OMG)

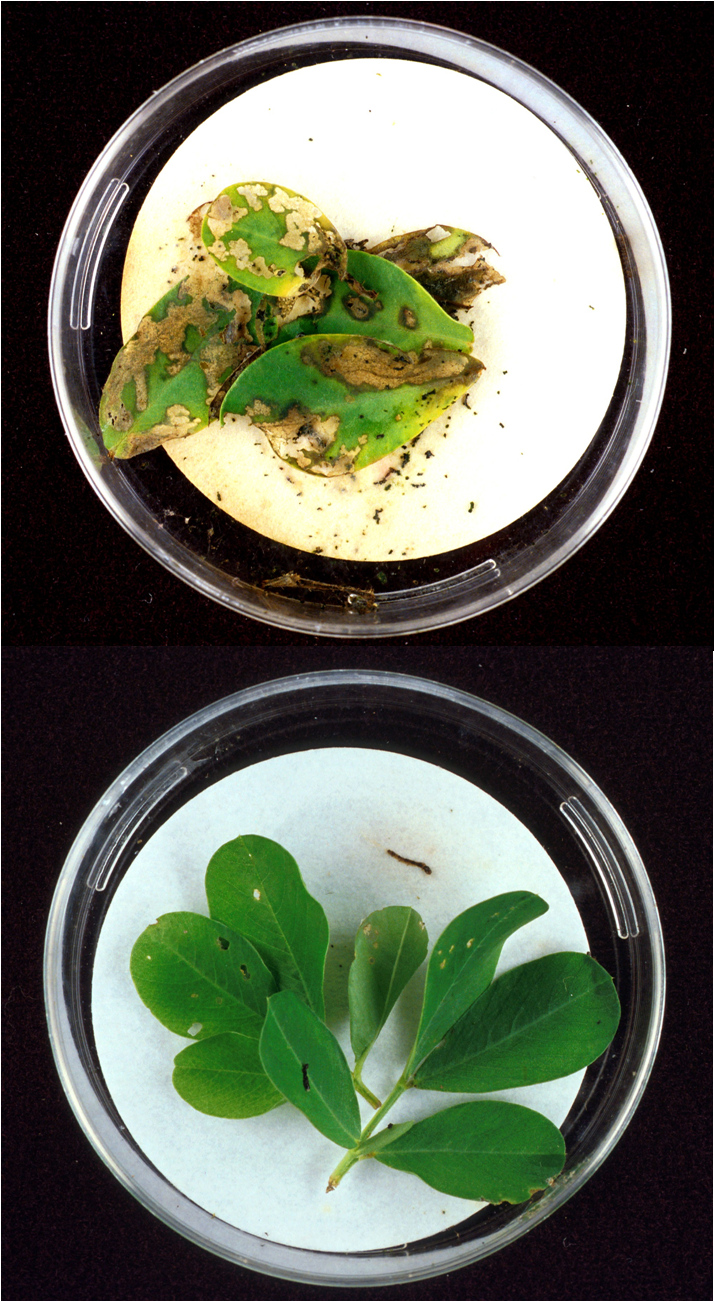
(Arriba) Hojas de maní no transgénicas que muestran daños extensos por larvas de barrenador del maíz europeo. (Abajo) Las hojas de maní genéticamente modificadas para producir toxinas Bt están protegidas del daño por herbivoría.

##### Digestión anaeróbica y lagunas

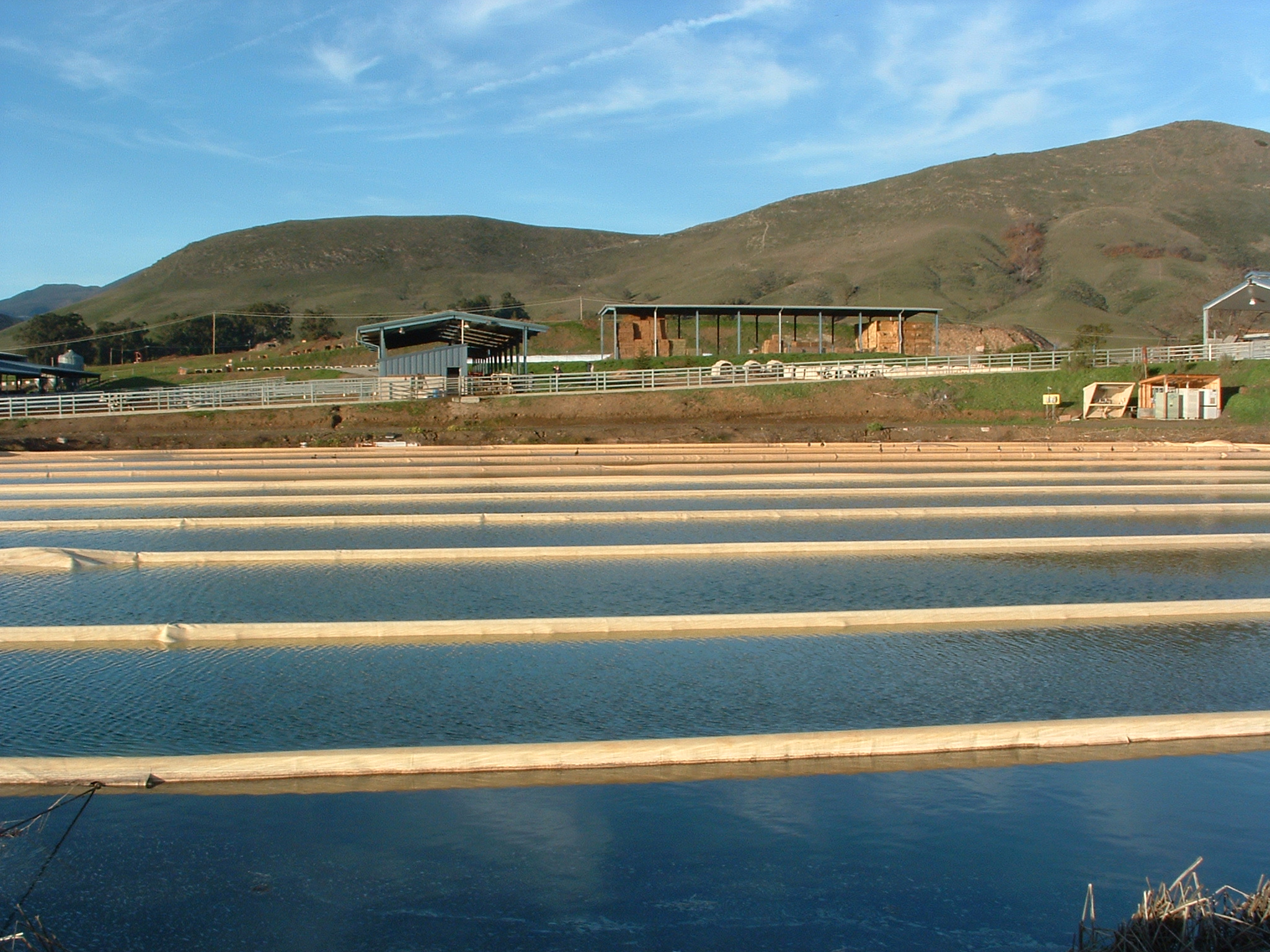
Laguna anaerobia en una lechería.